# ミッドレイク

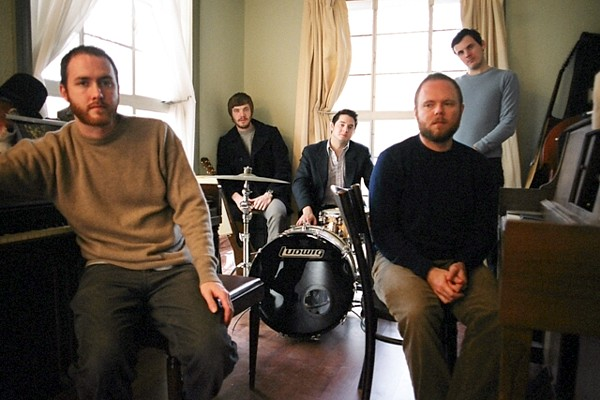
アルバム『ザ・トライアルズ・オブ・ヴァン・オキュパンサー』のリハーサル（2006年1月）

ミッドレイク（Midlake）は、アメリカのインディー・ロック・バンド。1999年、北テキサス大学のジャズの学生グループによって結成された。まずはヨーロッパで人気を獲得し、ベラ・ユニオンと契約した。

## コラボレーション
- 2007年、ティム・スミスはケミカル・ブラザーズのアルバム『ウィ・アー・ザ・ナイト』に収録された「The Pills Won't Help You Now」にボーカルとして参加した。

## メンバー

### 現在のメンバー
- エリック・ニッケルソン (Eric Nichelson) - ギター、オートハープ、パーカッション
- マッケンジー・スミス (McKenzie Smith) - ドラム、パーカッション
- エリック・プリード (Eric Pulido) - ギター、ダルシマー、オートハープ、パーカッション、バック・ボーカル
- ジェシー・チャンドラー (Jesse Chandler) - キーボード、ハープシコード、フルート、バック・ボーカル
- ジョーイ・マクレラン (Joey McClellan) - ギター、バック・ボーカル
- スコット・リー (Scott Lee) - ベース

### 旧メンバー
- ティム・スミス (Tim Smith) - ボーカル、ギター、キーボード、フルート、キーボード
- エヴァン・ジェイコブス (Evan Jacobs) - キーボード、ピアノ
- ジェイソン・アップショウ (Jason Upshaw) - ギター
- ポール・アレクサンダー (Paul Alexander) - ベース、ギター、バスーン

## ディスコグラフィ

### スタジオ・アルバム
- Bamnan and Slivercork (2004年、Bella Union)
- 『ザ・トライアルズ・オブ・ヴァン・オキュパンサー』 - The Trials of Van Occupanther (2006年、Bella Union)
- 『ザ・カレッジ・オブ・アザーズ』 - The Courage of Others (2010年、Bella Union)
- Antiphon (2013年、Bella Union)
- 『フォー・ザ・セイク・オブ・ベセル・ウッズ』 - For the Sake of Bethel Woods (2022年、ATO)

### ライブ・アルバム
- Live At Roundhouse (2023年、Bella Union)

### EP
- Milkmaid Grand Army (2001年)
- Balloon Maker (2005年、Bella Union)
- Oak & Julian (2007年) ※iTunes限定EP
- Acts Of Man (2009年、Bella Union) ※12インチ・シングル
- Fortune (2010年、Bella Union)